# 庫馬耶勃朗峰

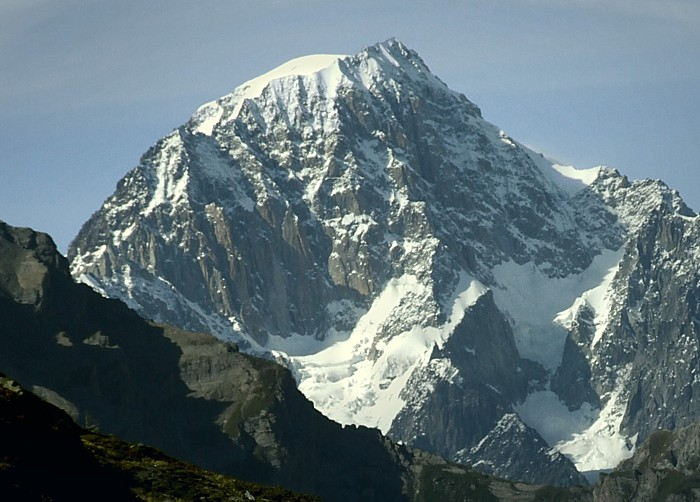

庫馬耶勃朗峰（法語：Mont Blanc de Courmayeur），是歐洲的山峰，位於意大利和法國接壤的邊境，處於勃朗峰東南面0.65公里，海拔高度4,748米，人類在1822年8月18日首次登上該山峰。